# Ryhall
Ryhall è un villaggio e una parrocchia civile dell'Inghilterra nella contea del Rutland.